# 아준 전차
아준 전차(힌디어: अर्जुन टैंक 어르준 타인크) 또는 아르준 전차는 인도의 국방연구개발기구(Defence Research and Development Organization, DRDO)에서 인도 육군을 위해 개발된 주력전차이다. 이 전차의 이름은 인도의 서사시인 마하바라타의 주요 등장 인물인 아르주나의 힌디어 발음에서 따왔다.

## 역사
이 전차의 개발은 1970년대에 전투차량개발연구소(Combat Vehicles Research and Development Establishment , CVRDE)에서 시작되었지만 1996년에야 인도 정부는 아바디에 위치한 DRDO의 공장에서 이 전차의 대량생산을 할 것을 결정하였다. 그러나 최초의 5개 시제품은 2004년까지 전달되지 않았다. 그러는 동안 아준 계획의 지연과 실패들로 인해 인도 육군은 아르준 전차가 담당할 것으로 예상했던 전력을 보충하기 위해 러시아로부터 T-90S를 대량으로 주문하였다.
인도 육군은 아준 전차가 곧 구식 전차가 될 것이라 예상하고 적은 관심만을 보여 왔다. 공식적인 기록에는 없지만 인도 육군은 아준 전차에 14개의 결함이 발견된 것에 대해 매우 불쾌해 하고 있다.이 결함은 사격통제장비의 결함, 주포의 명중률 문제, 사막과 같은 전술환경에서 전차의 속도, 50°C 이상에서 작동 불능 상태에 빠지는 등이 있다. 2008년 7월 인도 육군은 아준 전차의 생산을 124대로 제한하여 아준 전차와 그 파생형인 Tank-EX를 효과적으로 종료시키려 한다고 발표했다. 인도 국방부는 124대의 전차를 2009년까지 인도 육군에 배치한다는 계획중이다. 국방부는 T-90 1,000대의 라이센스 생산 계약을 승인했다. 아준 전차의 개발이 더욱 지연됨에 따라 2008년 인도는 러시아로부터 330대의 T-90s를 추가로 들여오는 계약을 채결했다.

## 제원
아준 전차의 중량은 58.8t으로 기존에 인도 육군에서 사용하던 소련식의 전차에 비해 무시할 수 없게 무겁기 때문에 육군의 병참시설을 이에 맞게 개량해야 한다. 더 크고 무거워진 아준 전차를 수송하기 위한 새로운 철도 차량과 같은 병참시설의 교체는 전체 계획의 비용을 더욱 증가시킨다.

### 무장
아준 전차는 120mm 강선포를 사용하여 날개 안정식 분리 철갑탄(APFSDS)과 고폭탄(HE), 대전차 고폭탄(HEAT), HESH(High Explosive Squash Head)탄을 분당 6~8발 발사할 수 있고 또한 이스라엘제 LAHAT 반능도 레이저 유도 미사일을 발사할 수 있을 것이라 여겨진다. 또한 12.7mm 대공 기관총과 7.62mm 동축 기관총으로 무장하였다. 장전장치는 수동이다.
아준 전차의 강선포는 대부분의 다른 나라의 주력전차에서 활강포를 사용하는 것과 대조적이다. 영국의 챌린저2는 아준 전차를 제외하고 유일하게 강선포를 장착한 전차이다. 시제품은 라인메탈 사의 120mm 활강포를 탑재하였다.

### 사격통제장치
사격통제장치 기술은 이스라엘의 방위산업체인 엘빗(Elbit)사에서 제공되었다. 예전의 사격통제장치는 거친 사막 환경에서 자공이 되지 않는 아날로그 방식이었지만, 이를 대체한 새로운 사격통제장치는 두 개의 축에 대해 안정화되어 있고 매우 높은 정확도를 갖는다(살상확률 0.9 이상의 기준) 하지만 새로운 사격통제장치 역시 42°C 이상에서 기능장애가 일어난다. 포수의 시야장비는 Bharat Electronics Ltd.에서 생산된 주간시야장비와 열상장비(초기에는 Sagem사에서 생산했지만 현재 엘빗(Elbit)사에서 생산됨)로 구성된다. 최초로 생산될 124대는 Sagem사에서 생산된 완전한 디지털 방식의 사격통제장치를 탑재하지만 그 이후에 생산된 전차는 Bharat Electronics Ltd.의 사격통제장치를 탑재하게 된다. 전차장용 파노라마식 시야 장비는 스스로 적과 교전하거나 포수에게 인계해 줄 수 있다. 아준 전차는 은폐시에 사용할 보조 엔진을 가지고 있다.

### 방호력
아준 전차는 서방식의 설계를 염두에 두고 제작되었는데 이는 특히 승무원 보호 장비에서 드러난다. 중(重)복합장갑과 함께 탄약과 승무원을 분리시키고 포탑의 버슬에 블로우 오프 패널, 그리고 통합 화재 감지 및 억제장치를 장착하였다. 또한 화생방 무기에 대한 방호능력을 갖추고 있다. 게다가 현재의 장갑이 이미 충분한 방호력이 있음에도 폭발반응장갑(ERA)을 추가로 덧붙일 수 있다.
포탑은 인도 육군 특유의 인체공학적인 설계로 만들어졌다. 일반적인 승무원은 포수, 전차장, 탄약수, 조종수로 구성된다. 아준 전차는 대응책으로 레이저 경고 장치와 연막탄 발사기를 지니고 있다. 보다 향상된 전투 생존성을 위해 전차는 자동화재감지장치 및 억제장치가 탑재되어 있다. 탄약 역시 밀폐되어 보관되기 때문에 화재의 위험성이 감소한다.
포탑과 전면장갑은 중장갑으로 보호되어 있고 "칸찬"모듈 복합 장갑을 사용한다. 장갑은 복합장갑판을 성형균질장갑 사이에 장착하여 APFSDS탄과 HEAT탄을 방호할 수 있다. 2000년에 나온 시제품에서 칸찬 장갑은 T-72의 영거리사격을 막아내었고 HESH탄과 이스라엘제 FSAPDS탄을 막아내었다. 새로운 벌집모양의 비폭발반응장갑(NERA)은 아준 전차에 시험적으로 장착되었다고 전해진다.

### 기동성
엔진과 변속기는 각각 독일의 MTU사와 Renk사에서 생산되었다. 수냉식 엔진은 1,400hp의 출력을 가지고 있다. 독일의 Diehl사에서 공급된 무한궤도는 현재 인도의 L&T사에서 생산하고 있다. 사막지역에서의 작전을 위해 냉각장치가 설계되었다. 또한 아준 전차는 시제품에서 수중 m에서 20분동안 주행하기도 했다. 현재의 엔진을 대체할 새로운 1,500hp 엔진 역시 개발되고 있다.